# Arrondissement Fougères-Vitré
Arrondissement Fougères-Vitré je správní územní jednotka ležící v departmentu Ille-et-Vilaine v regionu Bretaň ve Francii. Člení se dále na 12 kantonů a 116 obcí.

## Kantony
- Antrain
- Argentré-du-Plessis
- Châteaubourg
- Fougères-Nord
- Fougères-Sud
- La Guerche-de-Bretagne
- Louvigné-du-Désert
- Retiers
- Saint-Aubin-du-Cormier
- Saint-Brice-en-Coglès
- Vitré-Est
- Vitré-Ouest